# Балахнинський ВТТ
Балахнинський ВТТ (рос. Балахнинский ИТЛ, Балахлаг) — виправно-трудовий табір ГУЛАГу з 15.04.32 до початку 1934 р. в Нижньогородській області.

## Історія
Балахлаг був організований замість розформованого з 01.08.31 Нижньогородського ВТТ, який в свою чергу був створений перейменуванням (з одночасною зміною дислокації) з Марійського ВТТ. В'язні займались переважно торфорозробками, будівництвом в таборах.
До 1932 року в Радянському Союзі функціонувало 11 виправно-трудових таборів (ВТТ) ГУЛАГу:
- Білбалтлаг;
- «Соловки» (Соловецький табір особливого призначення);
- Свірлаг;
- Ухтпечлаг;
- Темлаг;
- Вишлаг;
- Сиблаг;
- Дальлаг;
- Середньоазіатський табір (Сазлаг);
- Балахлаг;
- Карагандинський табір (Карлаг)[1].